# Enrico Accatino
Enrico Accatino (Genova,  1920. augusztus 20. – Róma, 2007. július 16.) olasz absztrakt festő, szobrász és designer.

## Életpályája
Gazdálkodó családban született, Torinóban tanult rajzolni 1938-40 közt. A második világháborúban a tüzérségnél szolgált Dél-Olaszországban, a háború után tanulmányokat folytatott a római Képzőművészeti Akadémián, majd 1947-ben Párizsba költözött tapasztalatokat szerezni. Jeles művészekkel ismerkedett meg, többnyire az úgynevezett Párizsi iskola köréhez tartozó művészekkel, köztük Gino Severini olasz futurista festő, Alberto Giacometti svájci szobrász, Alfred Manessier francia non-figuratív festő és designer, stb. 
Olaszországban a második világháború után ideológiai-politikai realizmus uralkodott, mely a művészetben is megmutatta hatását. A Párizsban alkotó Accatino kifejezési módja, stílusa a konstruktivista szimbolizmus jegyeit mutatta, erős emberi érzelmeket, fájdalom, szenvedés fejezett ki (Halász, Tonhalászat, Anyák-ciklus, stb. című alkotásai). Még az 1950-es években is Párizsban dolgozott, amikor sikerült megnyernie egy amerikai oktatási alapítvány belga ösztöndíját, amelynek segítségével 1956 után Belgiumban és Hollandiában alkothatott. Ekkor festette első igazán non-figuratív festményeit, amelyek erőteljesen geometrikus alkotások voltak szabályozott színekkel (szürke, fehér, fekete, rozsdabarna, kék). Az 1950-es évek végén kezdte foglalkoztatni a körkörösség téma, így jutott el a háromdimenziós ábrázolási módhoz, formai eszközei: kör, lemez, ellipszis. "Az Ellipszis" című alkotása 1959-ben született.
Accatino szinte folyamatosan kutatta a képzőművészet alapvető esztétikai kategóriáit, mint például a szín, absztrakció és a háromdimenziós ábrázolási mód. Később a fény- és árnyék hatások alkalmazása foglalkoztatta, ez utóbbi kapcsán  "The Great Ring" (Nagy karika) (bronz, 1970) c. alkotása jelentős formai újítás.
Vállalkozott a hagyományos olasz textilkultúra megújítására, 1966-tól újszerű gobelineket, szőnyegeket és faliszőnyegeket tervezett, a műanyagot is bevonta a tervezésbe. 
Hosszú és aktív pályafutása alatt jelentős hazai és nemzetközi sikereket ért el. 1960-tól mint előadó vett részt a művészeti oktatásban, -tanfolyamokon és -konferenciákon. A képzőművészeti  ismeretterjesztéshez az olasz televíziós adásokon keresztül (RAI - Radio Televisione Italiana) járult hozzá több mint száz előadással. Számos fontos művészettörténeti tanulmánya nyomtatásban is megjelent.
1980-ban az olasz Közoktatási Minisztérium magas kitüntetésben részesítette ("Benemerito della Scuola, della Cultura e dell'Arte"), az aranyérmet az Olasz Köztársaság elnöke nyújtotta át a művésznek.